# Fittingia urceolata
Fittingia urceolata är en viveväxtart som beskrevs av Carl Christian Mez. Fittingia urceolata ingår i släktet Fittingia och familjen viveväxter. Inga underarter finns listade i Catalogue of Life.